# Caio Pessagno
Caio Pessagno (São Paulo, 20 de abril de 1987) é um jogador profissional de pôquer brasileiro.

## Biografia
Seu caminho até se tornar um jogador de poker foi assistindo poker na TV e jogando com amigos, até se graduar na ação online. Caio começou a levar o jogo mais a sério durante seu último ano como estudante de Administração, onde dedicava boa parte de seu tempo lendo fóruns e analisando mãos de outros jogadores.
Em 2012, já reconhecido como um grande jogador, recebeu um convite, e foi contratado pelo maior site de pôquer do mundo, o PokerStars. 
No começo de 2013 conseguiu o principal título da sua carreira ao vencer Main Event da Mini FTOPS do site Full Tilt.  Nesse mesmo ano, Pessagno ultrapassou a marca de mais de US$3 milhões ganhos em torneios online de poker. 

## Principais resultados
| Ano  | Local      | Torneio                                                                                            | Entrada (Buy-in) | Jogadores | Posição | Prêmio      |
| ---- | ---------- | -------------------------------------------------------------------------------------------------- | ---------------- | --------- | ------- | ----------- |
| 2020 | PokerStars | Stadium Series Freezeout Grand Final - Medium: $530 NLHE [8-Max], $2M Gtd                          | $530             | 4234      | 1º      | $266.006,35 |
| 2013 | Full Tilt  | MiniFTOPS XXI Main Event ($750K Gtd)                                                               | $75              | 17578     | 1º      | $120.270    |
| 2021 | WPT online | WPT #08 WPT500 Knockout                                                                            | $530             | 2054      | 1º      | $102.704    |
| 2018 | partypoker | $215 Super Sunday Main Event High                                                                  | $215             | 2309      | 1º      | $73.855     |
| 2013 | PokerStars | $1,050 Super Tuesday, $300K Gtd                                                                    | $1050            | 467       | 2º      | $66.547,50  |
| 2021 | Natural8   | $105 Bounty Million$                                                                               | $1050            | 9773      | 1º      | $$65.248    |
| 2013 | Full Tilt  | Super Sized Sunday                                                                                 | $640             | 373       | 1º      | $55.950     |
| 2010 | PokerStars | DNG Sunday Special, $300K Gtd                                                                      | $55              |           | 1º      | $45.703     |
| 2021 | PokerStars | Blowout Series 42-H: $215 NLHE [6-Max, Hyper-Turbo, Progressive KO], $200K Gtd                     | $215             | 1189      | 2º      | $45.389,33  |
| 2013 | PokerStars | $530 Sunday 500, $300K Gtd                                                                         | $55              | 591       | 2º      | $45.375,00  |
| 2011 | PokerStars | The Bigger, $100K Gtd                                                                              | $109             |           | 1º      | $42.640     |
| 2013 | PokerStars | Sunday 500, $300K Gtd                                                                              | $530             |           | 2º      | $40.500     |
| 2019 | PokerStars | High Roller Club: $530 Bounty Builder HR [Progressive KO], $150K Gtd                               | $530             | 247       | 1º      | $39.080,65  |
| 2013 | PokerStars | $215 Sunday 2nd Chance, $175K Gtd                                                                  | $215             | 1620      | 1º      | $38.002,01  |
| 2021 | PokerStars | Bounty Builder Series 130: $215 NLHE [8-Max, Progressive KO], $250K Gtd                            | $215             | 903       | 1º      | $36.855,24  |
| 2010 | Full Tilt  | $100,000 Guarantee                                                                                 | $300             |           | 1º      | $34.148     |
| 2011 | Full Tilt  | The Sunday Mulligan                                                                                | $200             |           | 2º      | $33.880     |
| 2022 | PokerStars | Bounty Builder Series 3: $215 NLHE [8-Max, Warm-Up SE], $225K Gtd                                  | $215             | 1397      | 2º      | $33.598,38  |
| 2010 | PokerStars | Super Tuesday, $300K Gtd                                                                           | $1050            |           | 4º      | $33.248     |
| 2020 | PokerStars | Turbo Series 52: $215 NLHE [6-Max], $250K Gtd                                                      | $215             | 1530      | 2º      | $32.526,66  |
| 2013 | Full Tilt  | FTOPS XXIII - #33 [$215 NLH 6-Max]                                                                 | $200             |           | 1º      | $31.691     |
| 2014 | PokerStars | The Bigger $162, $150K Gtd                                                                         | $162             | 1789      | 2º      | $29.610,94  |
| 2013 | PokerStars | The Big $109, $80K Gtd                                                                             | $109             | 1763      | 1º      | $28.208,65  |
| 2013 | Full Tilt  | The T-Rex Tournament                                                                               | $162             |           | 1º      | $28.512     |
| 2021 | PokerStars | Bounty Builder $215, $100K Gtd                                                                     | $215             | 647       | 1º      | $27.464,49  |
| 2019 | partypoker | Powerfest #8-HR: $100K Gtd [Deep, Mix-Max]                                                         | $530             | 247       | 1º      | $27.161,21  |
| 2020 | PokerStars | Winter Series 65-H: $530 NLHE [6-Max, Hyper-Turbo, Progressive KO, Daily Supersonic SE], $200K Gtd | $530             | 410       | 2º      | $24.143,00  |
| 2013 | PokerStars | The Bigger $22, $100K Gtd                                                                          | $22              | 7853      | 1º      | $23.894,36  |
| 2017 | PokerStars | $215 Battle Royale [Progressive KO], $200K Gtd                                                     | $215             | 1746      | 2º      | $23.057,82  |
| 2021 | PokerStars | Bounty Builder $109, $150K Gtd                                                                     | $109             | 1336      | 1º      | $22.827,01  |
| 2018 | PokerStars | $530 Bounty Builder High Roller, $100K Gtd                                                         | $530             | 409       | 2º      | $20.921,68  |

Algumas premiações acima de U$D 20.000,00